# Геноцид сербов
Геноцид сербов (серб. Геноцид над Србима) — уничтожение, преследование и дискриминация сербов в годы Второй мировой войны, в 1941—1945 годах, на территории оккупированного Королевства Югославия. Точное число жертв неизвестно до сих пор. По разным оценкам, именно в результате геноцида погибло от 197 000 человек до 800 000 человек. Основным организатором геноцида был фашистский режим усташей в Независимом государстве Хорватия и немецкие оккупационные администрации. В официальном докладе НОАЮ, опубликованном 26 мая 1945 года, названо общее число жертв войны (люди всех национальностей погибли или умерли в результате войны) — 1 685 000. Позже Государственной комиссией по расследованию военных преступлений на территории Югославии было установлено, что общее число жертв войны — 1 706 000 человек. Около 240 000 сербов были насильно обращены в католичество, ещё 400 000 были вынуждены бежать в Сербию. Эти действия изменили этническую карту территорий современных Хорватии, Боснии и Герцеговины и Сербии и крайне отрицательно сказались на отношениях между сербами и хорватами.

## Предыстория

### 1918—1941
В 1919 году в Граце сын Йосипа Франка Ивица Франк основал усташское движение. Его целью была независимость хорватского государства, его моноэтничность и моноконфессиональность. Границы независимой Хорватии должны были охватывать Загорье и район Загреба, Истрию, земли бывшей Военной границы, Далмацию, всю Боснию и Герцеговину, из территории Сербии — Рашку.
В результате ряда политических кризисов в Югославии нарастали сепаратистские настроения, особенно заметно это было в Хорватии и Македонии. Постепенно усташи становились всё более популярными, получая поддержку у тех, кто ранее выступал сторонником умеренной Хорватской крестьянской партии. В частности, поддержку лидерам усташей оказывали Венгрия и Италия, где находились лагеря подготовки усташских боевиков, которых затем переправляли на территорию Королевства Югославии. Значительной была и помощь со стороны Ватикана.
В 1932 году усташи пытались поднять восстание в Лике, но все их попытки ограничились нападением на казарму жандармерии, которое было отбито. 9 октября 1934 года вместе с активистами ВМРО усташи совершили успешное покушение на короля Александра, убив и министра иностранных дел Франции Барту. В 1939 году, после подписания соглашения Цветковича — Мачека, Хорватия получила некоторую автономию в рамках Югославии, но это не решило накопившихся противоречий.
Не менее сложной была ситуация и в Косове и Метохии, где росла численность албанского населения и происходили межэтнические конфликты. Восстания албанцев в 1920-х годах властям удалось прекратить с помощью амнистий, однако они не смогли как-то исправить положение. В крае сохранялась острая межнациональная напряжённость.

### Апрельская война и раздел Югославии
27 марта 1941 года югославские офицеры во главе с генералом авиации Симовичем осуществили военный переворот, свергнув принца-регента Павла и возведя на трон юного короля Петра II. Причиной этого стал пакт о присоединении Югославии к странам пронемецкого блока. Югославские власти, опасаясь немецкого вторжения, предпочли пойти навстречу гитлеровцам. Однако широкие народные массы не поняли этого жеста. В день подписания пакта Белград охватили массовые демонстрации, окончившиеся уничтожением германской символики и восстанием офицеров. Генерал Симович сразу же обратился за помощью к Советскому Союзу, но получить её не успел — 6 апреля 1941 года германские войска без объявления войны вторглись в югославские пределы. 17 апреля страна капитулировала.

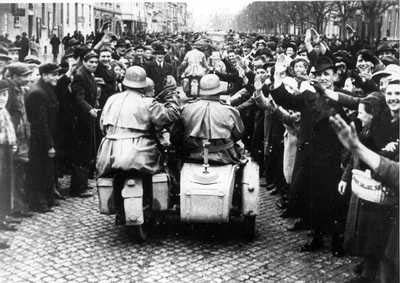
Встреча немецких войск в Загребе, апрель 1941 года

Во многом быстрая капитуляция югославской армии произошла в результате саботажа со стороны хорватских солдат и офицеров. В Хорватии у югославских военных властей возникли наибольшие сложности с проведением мобилизации, явка призванных была очень низкой. Например, 3 апреля 1941 года хорват полковник Крен бежал в Грац и передал немцам подробную информацию о югославских вооружённых силах, в том числе данные о дислокации тайных авиабаз. Другим примером может служить восстание двух полков в Беловаре, которые были сформированы из местных хорватских резервистов. Восставшие блокировали Беловар и потребовали капитуляции гарнизона, угрожая в противном случае убить всех живущих в городе и окрестностях сербов и членов семей офицеров. О предательстве и коллаборационизме хорватов в югославской армии позднее писала официальная хорватская газета Nova Hrvatska, которая именно саботажу со стороны хорватских солдат и офицеров приписала разгром югославской армии.

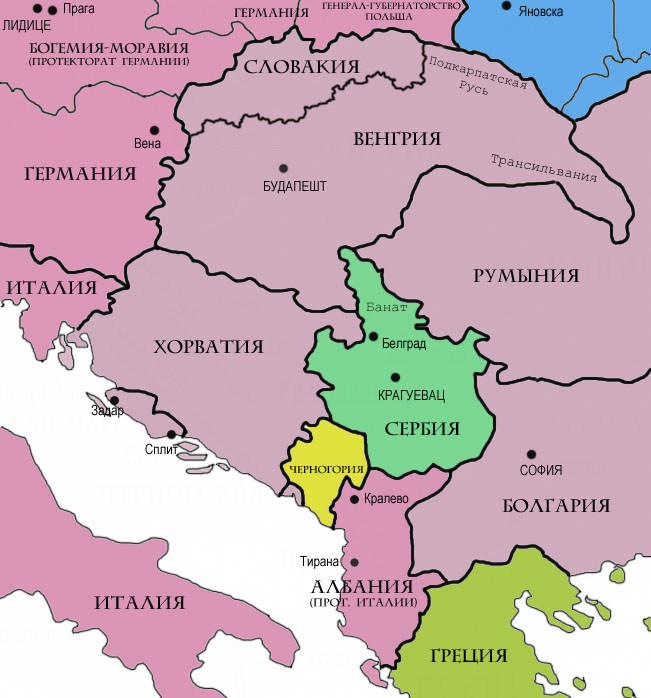
Раздел Югославии странами Оси

Раздел Югославии отражал ревизионистские настроения в среде стран Оси:
- Германия включила в свою административную систему северную часть Словении, в основном Верхнюю Крайну и Нижнюю Штирию[уточнить] с добавлением отдельных прилегающих районов, в частности на западе Прекмурья. Также Берлин установил своё оккупационное управление над подавляющей частью Сербии с добавлением некоторых районов Косова и Метохии, и над югославским Банатом, составлявшим восточную часть Воеводины[8].
- Венгрия оккупировала и аннексировала северо-западную часть Воеводины — Бачку и Баранью, район Славонии к северу от Осиека и подавляющую часть Прекомурья. В Меджумурье было установлено венгерское оккупационное управление[8].
- Италия оккупировала южную Словению, части Горского Котара, Хорватского Приморья и Далмации с островами, Черногорию, а большую часть Косова и Метохии и западную Македонию присоединила к «Великой Албании». Ей же отдали и районы на востоке Черногории[8].
- Болгария оккупировала и аннексировала большую часть Македонии и часть южной и восточной Сербии. Эти территории, фактически, были аннексированы, хотя формально Берлин передал их под болгарское управление с тем, что их статус подлежал окончательному решению после окончания войны[8].

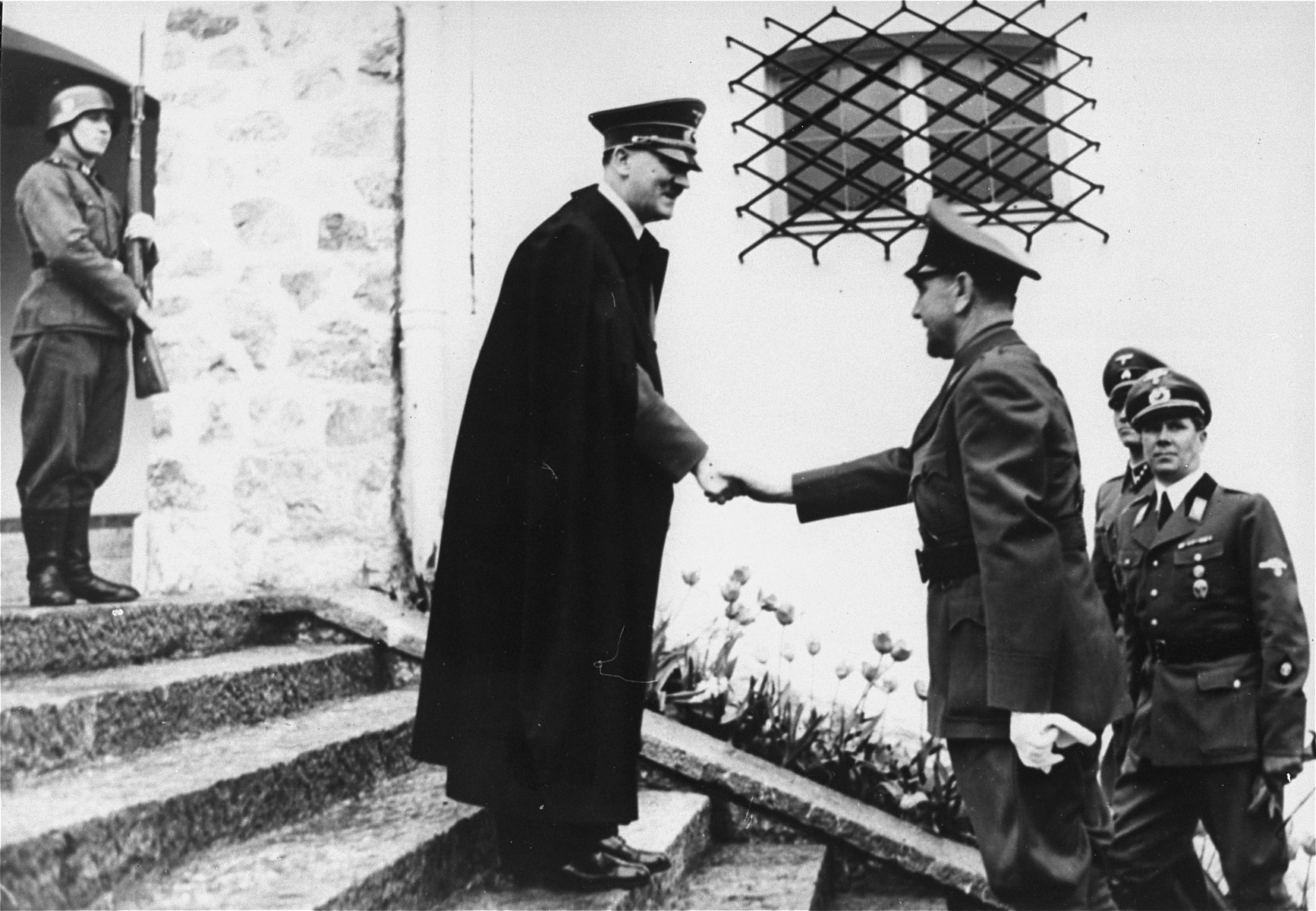
Гитлер и Павелич, 1941 год

Гитлер и Муссолини по договорённости также разрешили хорватским (усташам) создать своё полунезависимое государство — «Независимое государство Хорватия». Его границы были определены в соответствии с договорами с Германией (13 мая 1941) и Италией (18 мая 1941). В независимую Хорватию включили собственно историческую область Хорватия, части Горски-Котара, Хорватского Приморья и Далмации, а также Срем и Боснию и Герцеговину. Некоторые области в Горски-Котаре, Приморье и Далмации с островами усташи уступили Италии. Территория НГХ была разделена пополам на немецкую (северо-восточную) и итальянскую (юго-западную) сферы военного контроля, в которых могли размещаться войска Германии и Италии соответственно.
По разным оценкам от 1,8 до 1,9 миллиона человек в НГХ были сербами и составляли примерно треть от населения страны.

## Уничтожение сербов в НГХ

### Дискриминация и геноцид

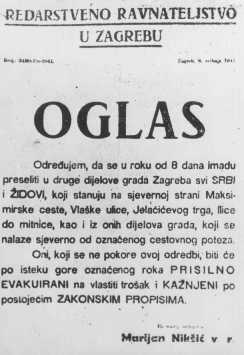
Приказ, предписывающий сербам и евреям покинуть Загреб

Национально-политические цели усташей преследовали не только установление государственной самостоятельности Хорватии, но и придание новому государству этнически хорватского характера. Главным препятствием к достижению этой цели были сербы, составлявшие треть населения НГХ. В результате с первых дней существования НГХ усташи начали активные антисербские действия. Прелюдией была мощная пропагандистская кампания, изображавшая сербов как врагов хорватского народа, которым не место в НГХ. Кульминацией стали массовые убийства сербов и их интернирование в многочисленные концлагеря.
Следуя примеру нацистской Германии, режим усташей издал расовые законы по образу и подобию Нюрнбергских законов, направленные против сербов, евреев и цыган. 17 апреля 1941 года был утверждён закон о защите народа и государства, вводивший смертную казнь за угрозу интересам хорватского народа или существованию Независимого государства Хорватия. 18 апреля были приняты постановления о назначении государственных комиссаров на частные предприятия, принадлежащие сербским или еврейским предпринимателям, и конфискацию всех их автотранспортных средств, 25 апреля принимается закон о запрещении кириллицы, 30 апреля — о защите «арийской крови и чести хорватского народа» и о расовой принадлежности и т. д. Сербам предписывалось носить повязки с буквой «П», что означало «Православный».
5 мая 1941 года усташское правительство опубликовало постановление, по которому Сербская православная церковь переставала действовать в Независимой Хорватии. 9 мая был арестован сербский митрополит загребской епархии Доситей (Васич). 2 июня последовало распоряжение о ликвидации всех сербских православных народных школ и детских садов.
2 июня 1941 вышло распоряжение о ликвидации всех сербских православных народных школ и детских садов в НГХ.

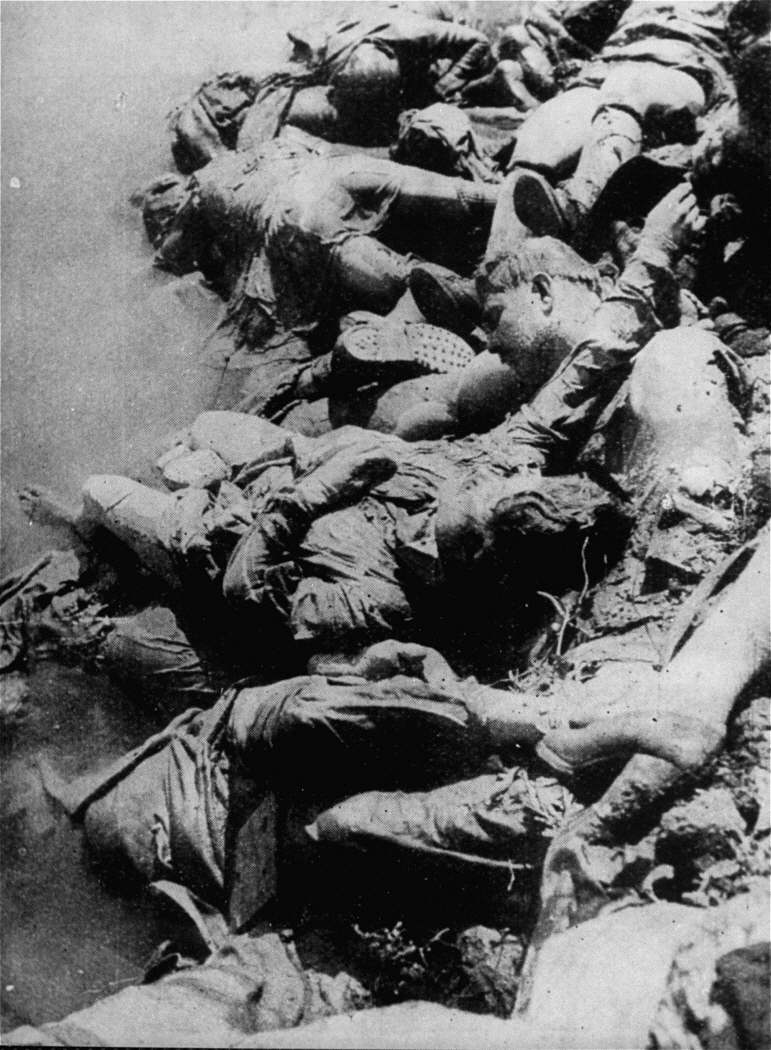
Жертвы концлагеря Ясеновац

В своей речи в Госпиче 22 июня 1941 года один из лидеров усташей Миле Будак сформулировал программу действий по отношению к сербам, которая 26 июня была опубликована газетой «Hrvatski List»:
Одну часть сербов мы уничтожим, другую выселим, остальных переведём в католическую веру и превратим в хорватов. Таким образом скоро затеряются их следы, а то, что останется, будет лишь дурным воспоминанием о них. Для сербов, цыган и евреев у нас найдётся три миллиона пуль
Усташи проводили дифференцированную политику по отношению к народам, объявленным врагами. Разница в отношении к сербам и евреям заключалась в стремлении евреев уничтожить полностью, а сербов треть уничтожить, треть окатоличить, треть изгнать в Сербию. Таким образом, усташи планировали сделать своё государство полностью мононациональным. Итальянский историк Марк Ривели писал, что для усташей еврейский вопрос не был основной «расовой проблемой». По его мнению, уничтожение евреев Павелич предпринимал, «чтобы угодить мощнейшему нацистскому союзнику».
Не всем сербам было позволено перейти в католичество — хорватское правительство отказывало в переходе в католичество православным священникам, богатым торговцам и интеллигенции. По мнению сербского историка Воислава Джурича недопущение богатых слоев населения в католичество осуществлялось с целью насильственного захвата их имущества.
Первые свои рейды по населенным сербами городам и селам усташи совершили сразу после капитуляции Королевства Югославии, однако, по версии усташского правительства, эти рейды не были официальными. Так, в Гудоваце близ Беловара 27—28 апреля 1941 года были расстреляны около 200 сербов; 9 мая 1941 года в Благае были убиты около 400 сербов, в населённом пункте Корица — 176 сербов, в районе Любишки — 4500 сербов по приказу Юро Борота, также около 5 тысяч человек погибли в результате массовых убийств под руководством Франьо Веги, сотрудника министерства Артуковича. На авиационном поле, расположенном между Свийцей и Ливно, были брошены в цистерны и засыпаны негашеной известью 280 сербов, в Галиньево сотни сербов были сброшены в Дрину связанными по двое металлической проволокой.
После того, как в июне 1941 года значительное количество оккупационных войск покинуло Балканы, и немецкий контроль за своим союзником ослаб, усташи увеличили масштабы убийств сербов. Только за шесть недель 1941 года усташи убили троих православных епископов и 180 000 сербов. Огромное количество трупов бросали в воды Дрины, Дравы и Савы, чтобы они достигли Сербии. К некоторым прикреплялись таблички с надписями вроде «Паспорт для Белграда», «Уважаемый для Сербии», «В Белград королю Петру».

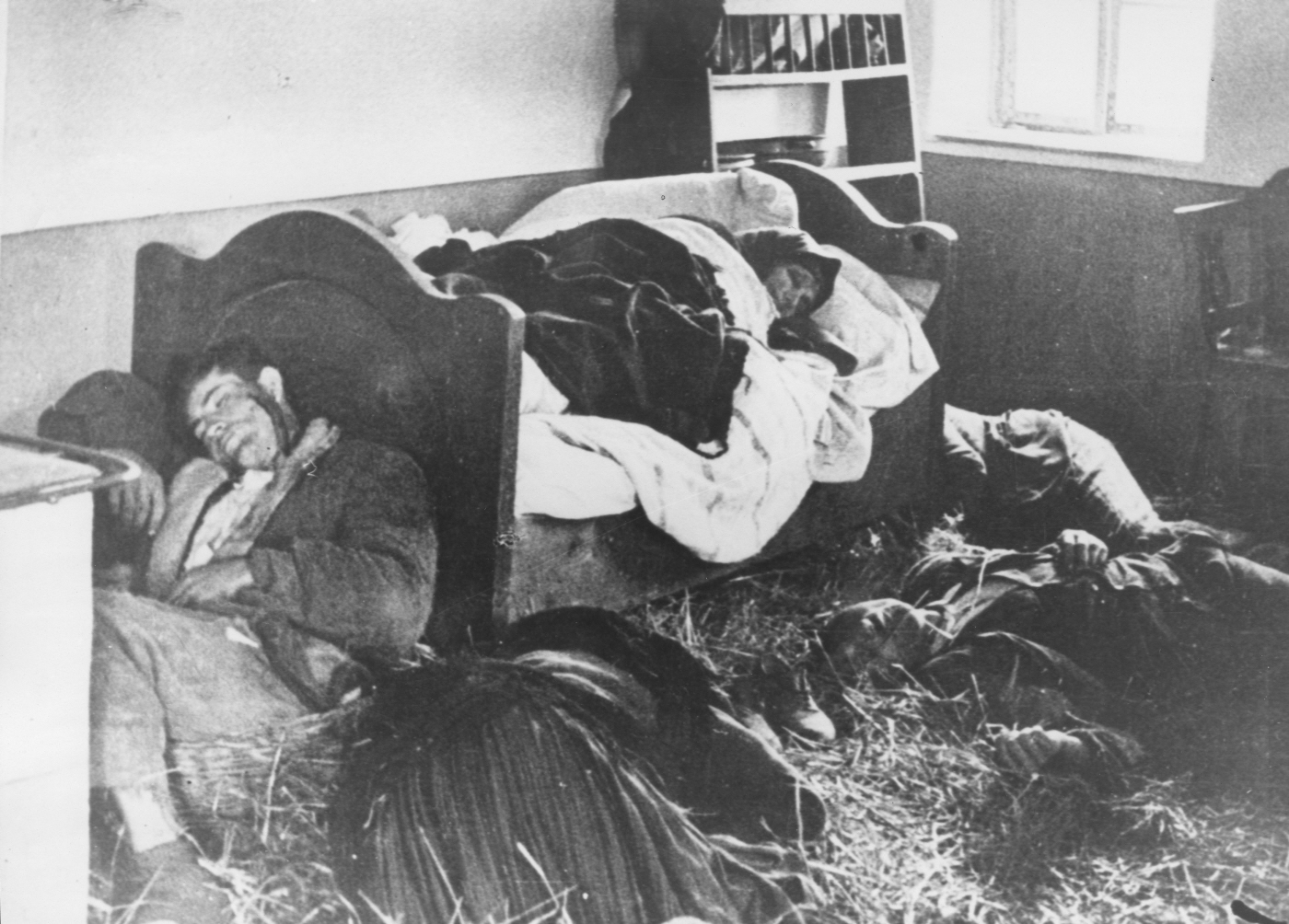
Убитая усташами сербская семья
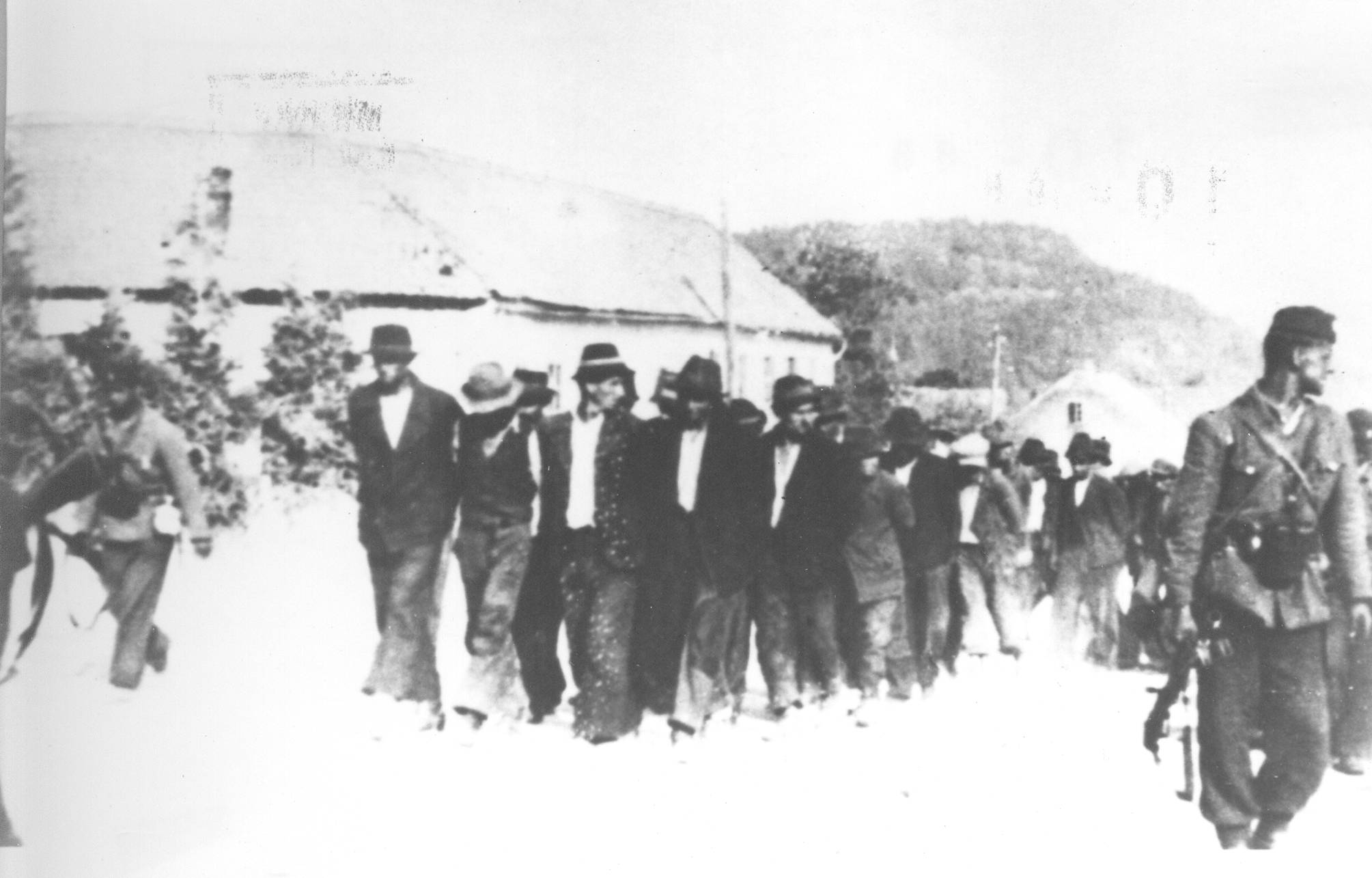
Приговоренные к расстрелу сербы Бании
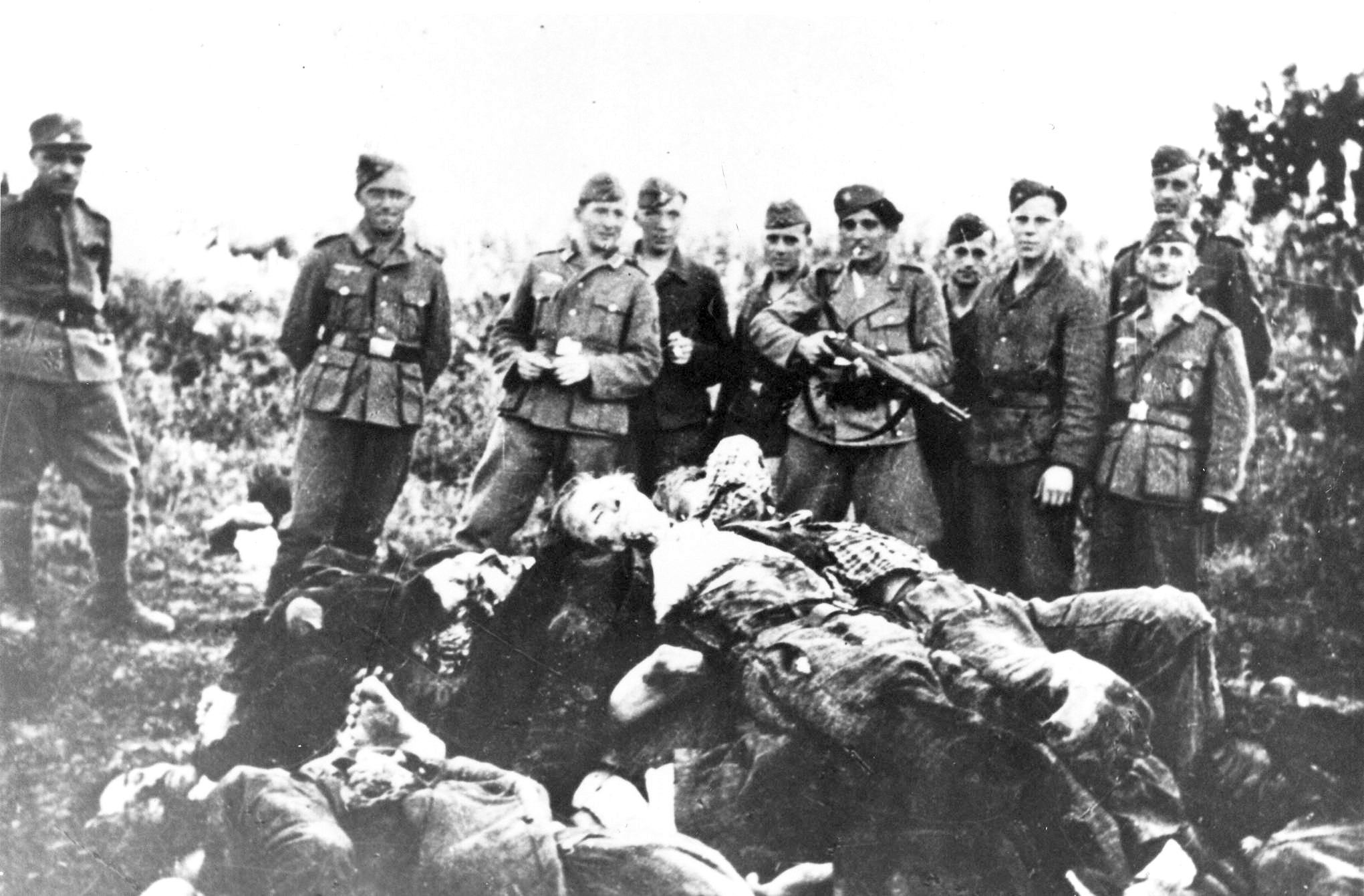
Жертвы усташского террора на Козаре
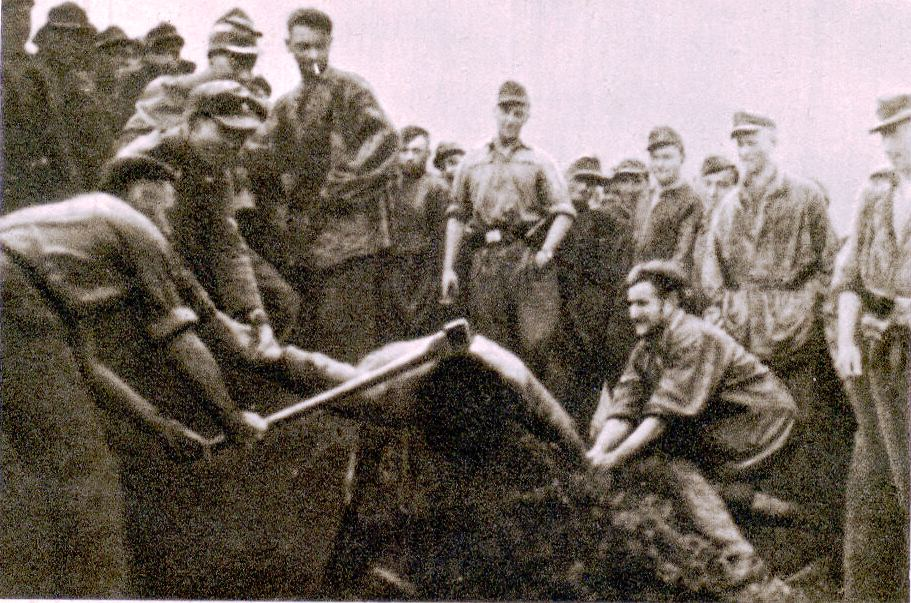
Усташи отрубают голову пленному партизану
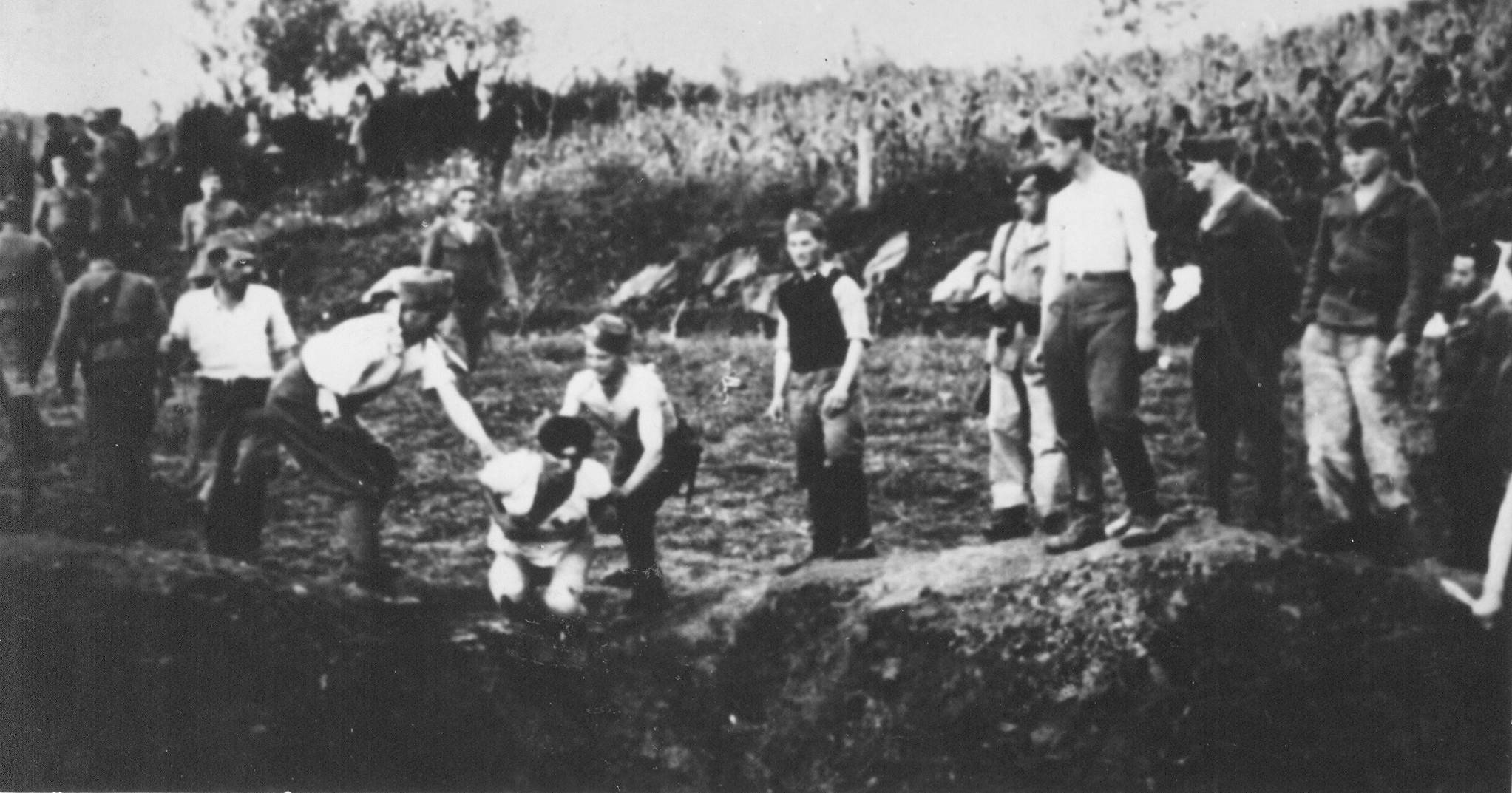
Усташский террор

### Система концлагерей

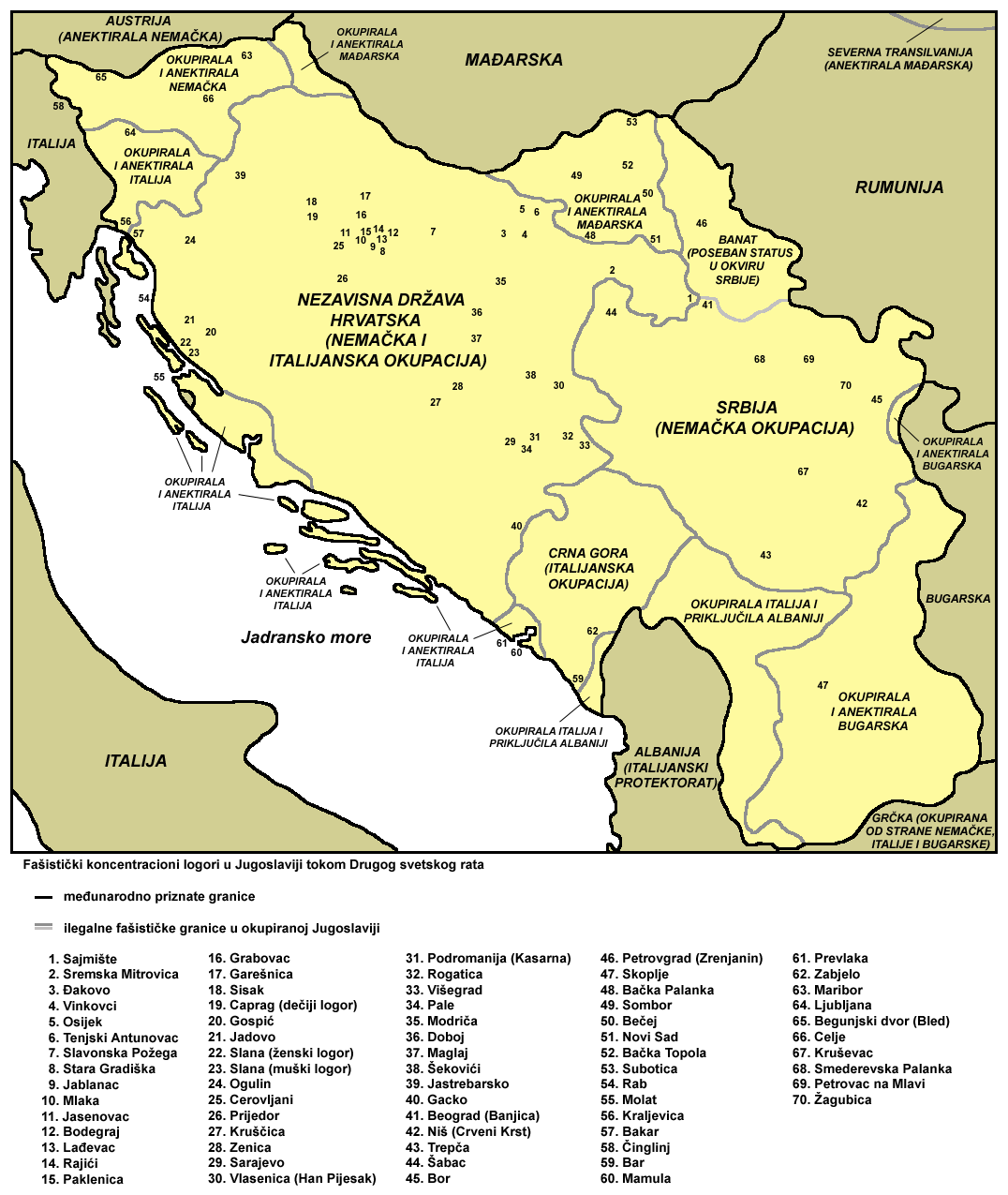
Концлагеря на территории оккупированной Югославии

Сразу после провозглашения нового государства усташи начали создавать лагеря двух типов: депортационные и концентрационные. В первые людей отправляли для последующей депортации в Сербию и так далее. Такие лагеря находились в Цапраге близ Сисака, Беловаре и Славонска-Пожеге. Вторые стали местом массовых убийств и символом террора со стороны усташей.
В апреле—мае 1941 года в НГХ начинают создаваться первые концлагеря. Они были узаконены 23 ноября того же года под названием «Лагеря интернирования и работ» специальным постановлением Павелича и Артуковича. Лагеря были разбросаны по всем территориям, которые контролировали усташи. Всего их было 22. Из них только две просуществовали до конца войны — в Ясеноваце и Стара-Градишке. Управление ими возлагалось на «Усташскую службу надзора». Первым управляющим лагерями стал Мийо Бабич, но в июне 1941 года он был убит сербами. Его заменил закоренелый усташский фанатик Векослав Любурич, известный своим заявлением, что «уничтожил в лагере Ясеновац больше людей, чем оттоманская империя за весь долгий период оккупации европейских стран».
Первый свой лагерь усташи создали из-за того, что обычные тюрьмы были переполнены заключёнными. Он был организован в Данице близ Копривницы в последних числах апреля. Первая партия заключённых из 300 человек прибыла туда 29 апреля. В июне в нём содержали уже 9000 человек. В конце 1941 года лагерь был закрыт, часть узников убили, остальных отправили в другие лагеря.
23 мая 1941 года свою работу начал лагерь Ядовно. Прибывавших узников уничтожали сразу же, сбрасывая с обрыва. В конце июля было убито уже 10 000 человек. Спустя месяц лагерь закрыли, к тому времени было убито по разным оценкам от 35 000 до 75 000 человек.
18 апреля был создан лагерь Керестинец в замке в двадцати пяти километрах от Загреба. Туда свозили представителей интеллигенции и известных людей из столицы НГХ. 8 июля началась ликвидация заключённых, 16 июля лагерь был закрыт — уничтожать стало некого.

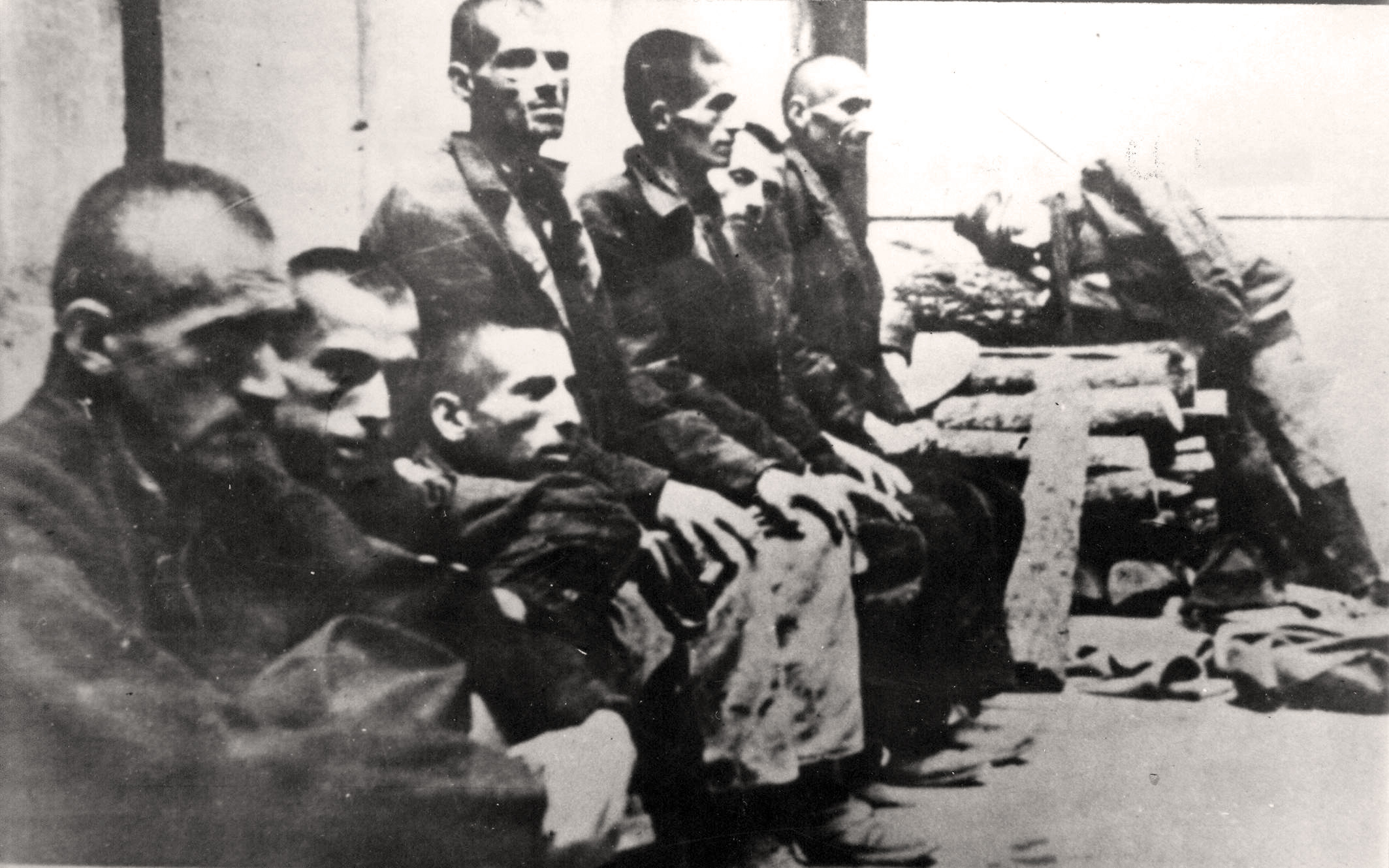
Узники Ясеноваца

25 июня первые узники прибыли в лагерь на острове Паг. Меньше чем за два месяца там было убито 10 000 человек. Занявшие остров итальянцы оставили массу свидетельств о результатах деятельности этого лагеря.

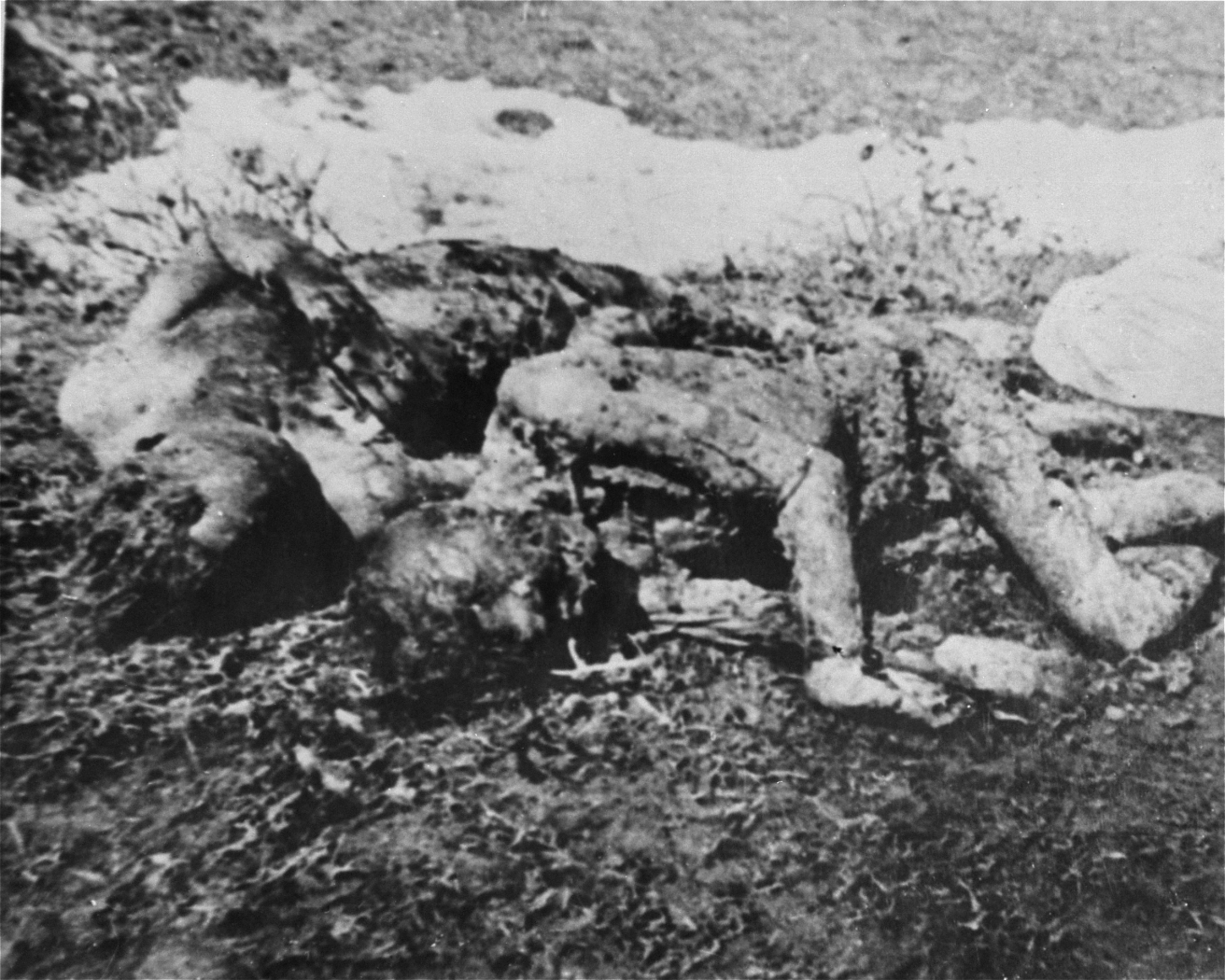
Жертвы Ясеноваца

1000 уцелевших была отправлена в специально построенный для них лагерь Крушчица в Боснии. Содержавшиеся в нём женщины и дети подвергались всевозможным издевательствам. Когда в конце сентября число узников дошло до трёх тысяч, лагерь был закрыт, а заключённых распределили между лагерями Ясеновац и Лоборград.
Лагерь Лоборград был создан в старинном замке, где в ужасных условиях содержались 1500 женщин и около 100 детей. Многие из них погибли от эпидемии тифа. Выжившие в октябре 1942 года были отправлены в Освенцим, откуда никто из них уже не вернулся.
В декабре 1941 года усташи открыли лагерь в Джаково, куда посместили 1830 еврейских женщин и детей и около 50 сербок. Лагерем управлял Йозо Матьевич. 24 февраля в лагерь привезли ещё 1200 женщин и несколько сотен детей. В Джаково свирепствовали эпидемия тифа и надзиратели-усташи. В июне 1942 года лагерь был закрыт, а 2400 женщин и детей отправили в Ясеновац.
Осенью 1941 года список усташских лагерей пополнил ещё один — в Стара-Градишке. Он предназначался, в основном, для женщин и детей. За четыре года в нём убили около 75 000 человек. Когда партизаны освободили его, они нашли в нём только трёх мужчин и трёх женщин, которые выжили благодаря тому, что спрятались в колодце.
Наиболее известным «лагерем смерти» НГХ является Ясеновац. Он был создан в мае 1941 года. Сначала он состоял из группы бараков, однако затем перерос в целый комплекс, состоящий из нескольких секторов: для сербов, евреев, хорватов-противников усташей и цыган. Людей в нём убивали каждый день. В январе-феврале 1942 года в Ясеноваце запустили две кремационные печи, спроектированные усташским полковником Хинко Пичилли. За три месяца их работы было кремировано пятнадцать тысяч тел. До декабря 1941 года все дети оставались вместе со своими семьями, затем 400 из них поселили в отдельный барак, а после этого убили. Периодически в лагере устраивались «соревнования» на ловкость между палачами. Победителем этих соревнований был Петар Брзица, студент францисканского колледжа в Широки-Бриеге и член Братства крестоносцев. Ночью 29 августа 1942 года он убил 1300 человек. В течение зимы 1944—1945 годов ритм казней ускорился. В марте-апреле 15 000 новых узников были уничтожены сразу по прибытии в Ясеновац. В конце месяца лагерь был ликвидирован. Точное число убитых в нём неизвестно. По данным сербской стороны, в лагере были убиты около 700 000 сербов, 23 000 евреев, 80 000 цыган.

### Преследования Сербской православной церкви
5 мая 1941 года усташское правительство опубликовало постановление, по которому Сербская православная церковь переставала действовать в независимой Хорватии. 9 мая был арестован сербский митрополит Загребский Досифей (Васич). 2 июня последовало распоряжение о ликвидации всех сербских православных народных школ и детских садов.
Одновременно с массовыми уничтожениями сербов усташи производили систематическое разрушение некатолических мест вероисповедания. До окончания войны усташи разрушили 299 православных церквей, убив 6 епископов и 222 священнослужителя Сербской православной церкви. Например, 28 июня 1941 года по приказу Евгена Дидо-Кватерника в Бихаче был взорван православный кафедральный собор.
По словам итальянского исследователя Марка Аурелио Ривели, убийства православных священнослужителей производились с особой жестокостью. Епископ Антоний Доситей, православный епархиальный епископ Загреба, умер под пытками в марте 1942 года. Восьмидесятилетний митрополит Дабро-Босанский Петр (Зимонич) был арестован католическим священником Божидаром Брало и отправлен в лагерь смерти Ясеновац, где был зарезан. Епископ Баня-Лукский Платон (Йованович) (81 год), оставшийся в городе вследствие обещания католического епископа Йозо Гарича ходатайствовать о его спасении, был арестован ночью и отвезён вместе с православным священником Душаном Саботичем в посёлок недалеко от Баня-Луки, где оба священнослужителя были подвергнуты пыткам, а затем убиты. Епископ Горнокарловацкий Савва (Трлаич) был подвергнут пыткам и убит вместе со своими тремя священниками во время массовых убийств на острове Паг. Епископ Оточаца Бранко (Добросалевич) был арестован со своим сыном, обоих усташи зарубили топором. Перед смертью пыткам был подвергнут и православный священник Жицы Николай (Велимирович).
В районах, ранее населённых в большинстве сербами, некоторые из церквей, отобранные у православных, не использовались как места вероисповедания новых католических хозяев: здания преобразовывались в склады, общественные туалеты, конюшни. Но большая часть зданий, отобранных у Православной церкви, превращалась в католические церкви: это «обращение» было произведено в двадцати двух различных хорватских населённых пунктах.
Разрушению православной церкви и убийству её священнослужителей сопутствовало тщательное изымание её имущества. Эта операция, совершаемая прежде всего в пользу всего католического епископата с монсеньором Степинацем во главе, производилась посредством двух организаций, специально предназначенных Павеличем для систематического хищения имущества православной церкви: «Государственного совета по восстановлению» и «Комитета по конфискации православных церквей и соответствующего имущества». Обе организации были предназначены для того, чтобы координировать экспроприацию имущества православной церкви в пользу хорватской католической церкви.
В Среме, где усташи уничтожили 90 % сербского духовенства, было разрушено шестнадцать монастырей на Фрушка-Горе, представляющих собой православный Афон на Дунае. Реликвии православных святых, украденные усташами, были реквизированы немецкими оккупационными войсками (передавшими их протестантской церкви, которая в дальнейшем вернула их православному духовенству).
По завершении усташской диктатуры Комиссия по расследованию югославского правительства оценила материальный ущерб, нанесённый Сербской православной церкви, в семь миллиардов динаров того периода (крупная сумма), не включая в эту оценку сожженные или разрушенные здания.

### Роль католической церкви

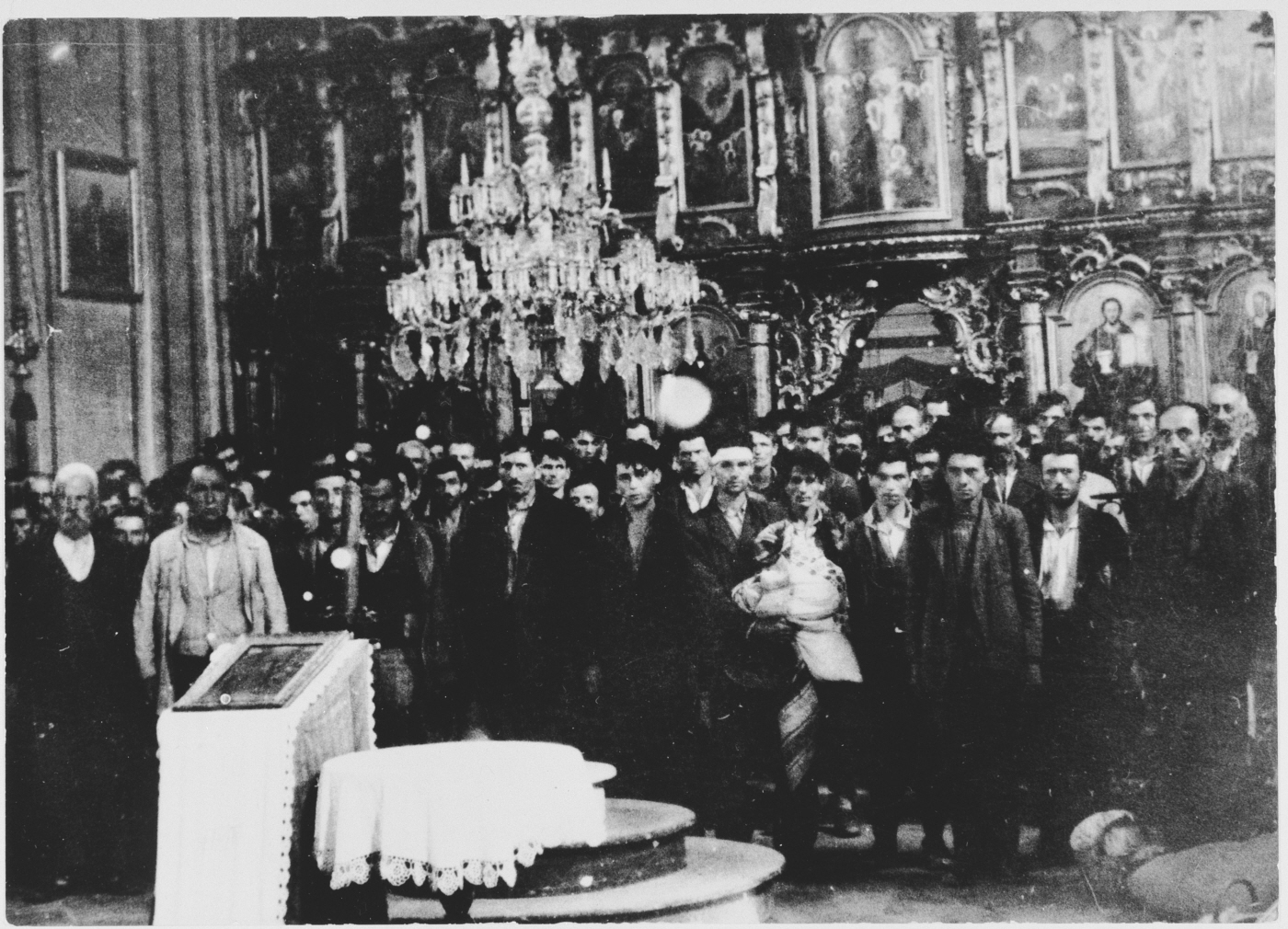
Обращение сербов в католицизм в церкви Глины, 1941 год

Роль католической церкви в НГХ и геноциде сербов оценивается по-разному: от обвинений в подстрекательствах и прямом участии в геноциде до утверждений о попытках католического духовенства спасти сербское население. В основном, полемика по этому вопросу сводится к обсуждению двух фигур — папы Пия XII и архиепископа Загреба Степинаца.
Архиепископ Степинац в начале существования НГХ безоговорочно поддерживал Павелича и его усташей. Оказать им поддержку он призвал как католическое духовенство, так и население страны. 26 июня 1941 года Степинац лично заверил Павелича в «искреннем и лояльном сотрудничестве для лучшего будущего нашей родины». Сразу после провозглашения НГХ он начал настаивать на дипломатическом признании нового усташского государства со стороны Святого Престола и сделал многое для налаживания связей между Ватиканом и новым хорватским государством.

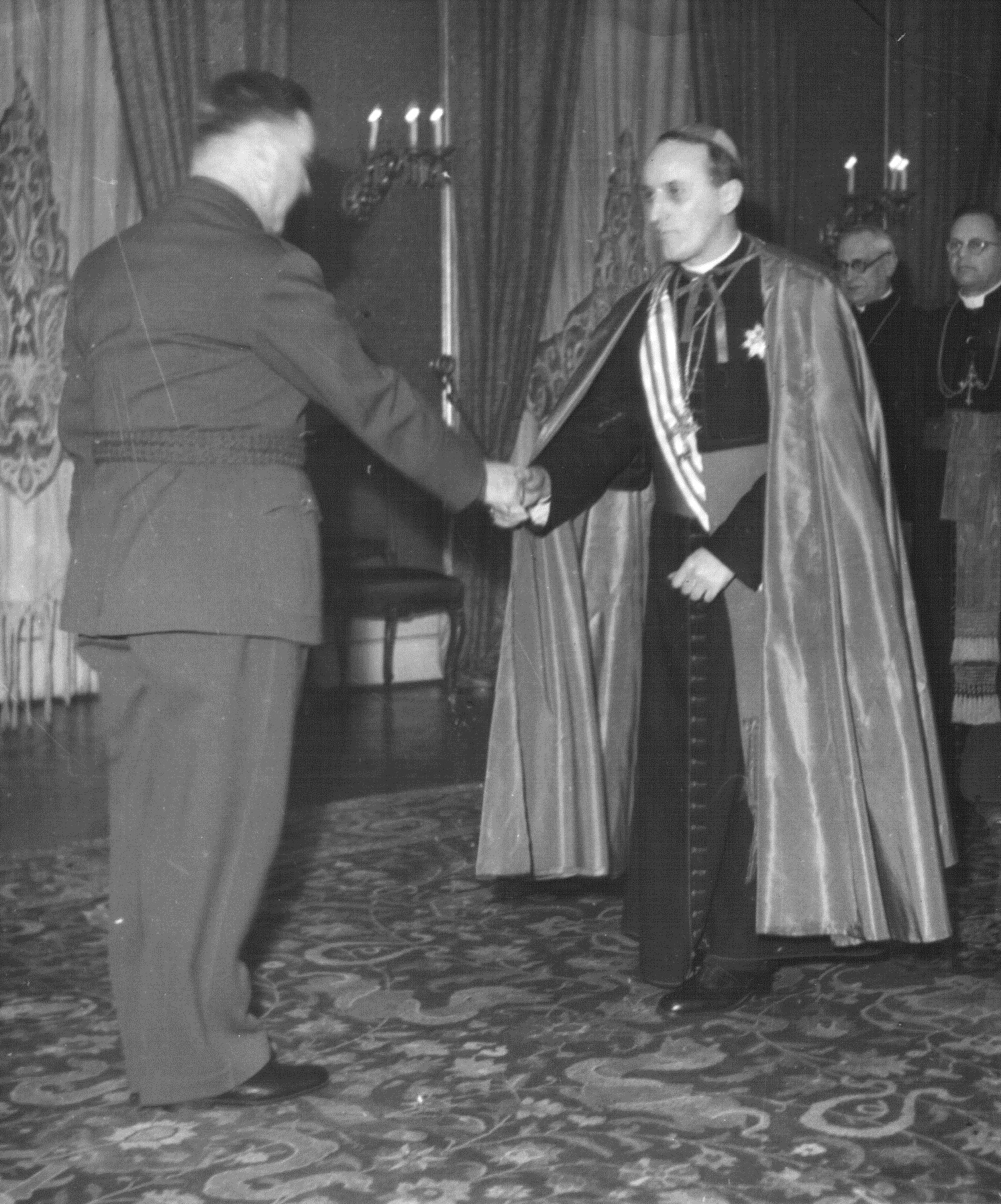
Павелич и Степинац

5 мая 1941 года Павелич и министр образования и культа Миле Будак приняли «Закон о религиозном обращении», принуждавший православных принимать католичество. Вслед за этим официальное периодическое издание курии Загреба Katolički list выпустило сообщение Степинаца, который называл сербов «ренегатами католической церкви» и одобрял новый закон. Данное издание 31 июля того же года призывало ускорить процесс обращения сербов в католичество. В 1943 году Степинац писал в Ватикан, что в НГХ обращено в католичество 240 000 сербов.

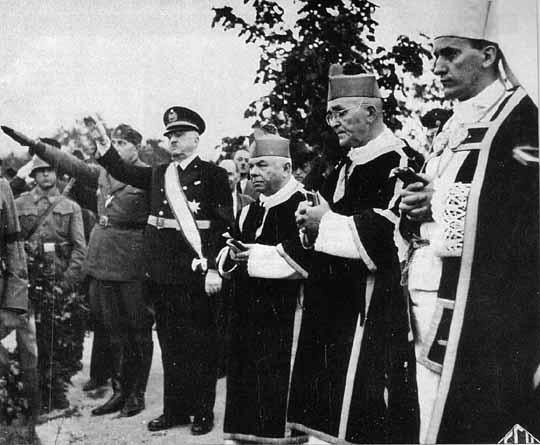
Архиепископ Степинац и усташи

Степинац также был апостольским викарием усташских вооружённых сил, то есть начальником всех капелланов. Военные формирования НГХ имели в своих рядах военных священников. Всего их было 150, они подчинялись военному папскому викарию, то есть архиепископу Степинацу. Некоторые из них лично принимали участие в уничтожении сербов. Другие ограничивались тем, что пытались оправдать эти убийства.
К осени 1941 года НГХ и Ватикан обменялись дипломатическими представителями. НГХ в Ватикане представлял Никола Русинович, а Ватикан в НГХ — аббат Марконе. При этом Русинович докладывал в Загреб, что в Ватикане его деятельность осложняет то, что местное духовенство разделилось на сторонников и противников усташей.
На протяжении войны папа Пий XII неоднократно получал сообщения о творимых в НГХ преступлениях против православного населения и об участии в них католических священников и монахов, однако отказался что-либо предпринять. Аналогичную позицию заняли Степинац и католический архиепископ Белграда Йосип Ужице, которым регулярно доставляли информацию об уничтожении сербов. Против террора усташей в Ватикане протестовал только кардинал Эжен Тиссеран. Никола Русинович писал, что в разговоре с ним о преступлениях усташского режима заместитель секретаря Ватикана Иоанн Баттиста Монтини отметил, что «Ватикан воспринимает отрицательные сведения о Хорватии с некоторым недоверием».
В убийствах и чистках православного населения широкое участие приняли католические священники и монахи. Например, священник Мата Граванович вместе с несколькими усташами был казнён немецкими солдатами за зверства по отношению к сербам. Монахи-францисканцы организовали массовую резню около 2000 сербов в деревнях Дракулич и Сарговац близ Баня-Луки. Приходской священник Удбины Мате Могуза в своей проповеди призвал верующих изгнать или уничтожить сербов в Хорватии. Монах Сидоние Шольц обращал сербов в католичество, убивая сербских священников и тех сербов, кто не желал перейти в католичество. Монах Августин Чевола с оружием в руках возглавлял отряд усташей, устраивавший чистки сербов. Особую известность получили монахи-надзиратели концлагеря Ясеновац — Майсторович, Брклянич и Буланович, убивавшие узников лагеря. Участие католических священнослужителей в геноциде продолжалось вплоть до конца войны.
Ещё одним спорным вопросом является массовое обращение православных сербов в католичество. Katolički list, официальное периодическое издание курии Загреба, 15 мая 1941 года опубликовало циркуляр от бюро Степинаца, в котором сербы определялись как «ренегаты католической церкви» и с энтузиазмом восхвалялось принятие закона, который принуждал православных принять католическую веру. Та же газета 31 июля 1941 года призывала усташскую диктатуру ускорить процесс принудительного «обращения». Позднее апологеты Степинаца утверждали, что обращение в католицизм спасало жизни сербам. Тем не менее, известны случаи массовых расправ усташей над уже обращёнными в католичество сербами.
Обращение православных сербов в католичество делалось в сопровождении вооружённых отрядов усташей. Английский историк Ричард Уэст, исследовавший этот вопрос, в одной из своих книг ссылается на текст боснийской газеты, в которой говорилось об обращении в католичество 70 000 сербов в диоцезе Баня-Лука. Он же писал, что свои устремления католическое духовенство направляло в первую очередь на сербских крестьян. По его словам, все те, кто имел среднее образование, а также учителя, торговцы, зажиточные ремесленники и православные священники считались носителями «сербского сознания» и подлежали поголовному уничтожению. Схожую точку зрения озвучили и современные сербские исследователи. Всего было обращено более 240 000 сербов, за что католические структуры в Хорватии благодарил папа Пий XII.

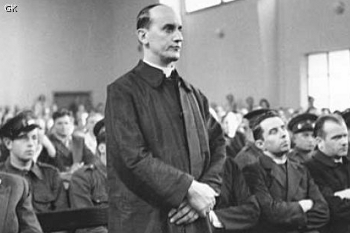
Степинац на суде

Ряд усташских деятелей спасся от суда, сбежав в Западную Европу и присоединившись к антикоммунистическому движению в обмен на замалчивание нацистской деятельности. США назвали подобные маршруты, по которым нацисты спасались от суда, «крысиными тропами». В Риме помощь хорватам оказывали австриец Алоиз Гудал и Понтификальный хорватский колледж святого Иеронима, которым руководил Крунослав Драганович. Согласно Фэйеру, лидеры усташей и поддерживавшие их священники во главе с епископом Иваном Шаричем сбежали из Хорватии с награбленным золотом и укрылись в Риме. А вот местонахождение Павелича не могла установить даже разведка. Агент Корпуса контрразведки Уильям Гоуэн, сын представителя США в Ватикане Франклина Гоуэна, лично искал Павелича, однако Святому Престолу подобная активность США не понравилась, и в итоге Гоуэн вынужден был покинуть территорию Ватикана.
После окончания войны югославские власти арестовали наиболее замешанных в преступлениях священников: несколько сотен католических священнослужителей были отданы под суд, а в конце процесса многие из них были приговорены к смертной казни. Не избежал судебного процесса и Степинац, которого за коллаборационизм и ответственность в геноциде приговорили к шестнадцати годам заключения с каторжными работами. Однако в заключении Степинац был освобождён от каторжных работ и провёл в тюрьме только пять лет, после чего был сослан на поселение в Кразич.

## Уничтожение сербов в Сербии

### Уничтожение в немецкой оккупационной зоне

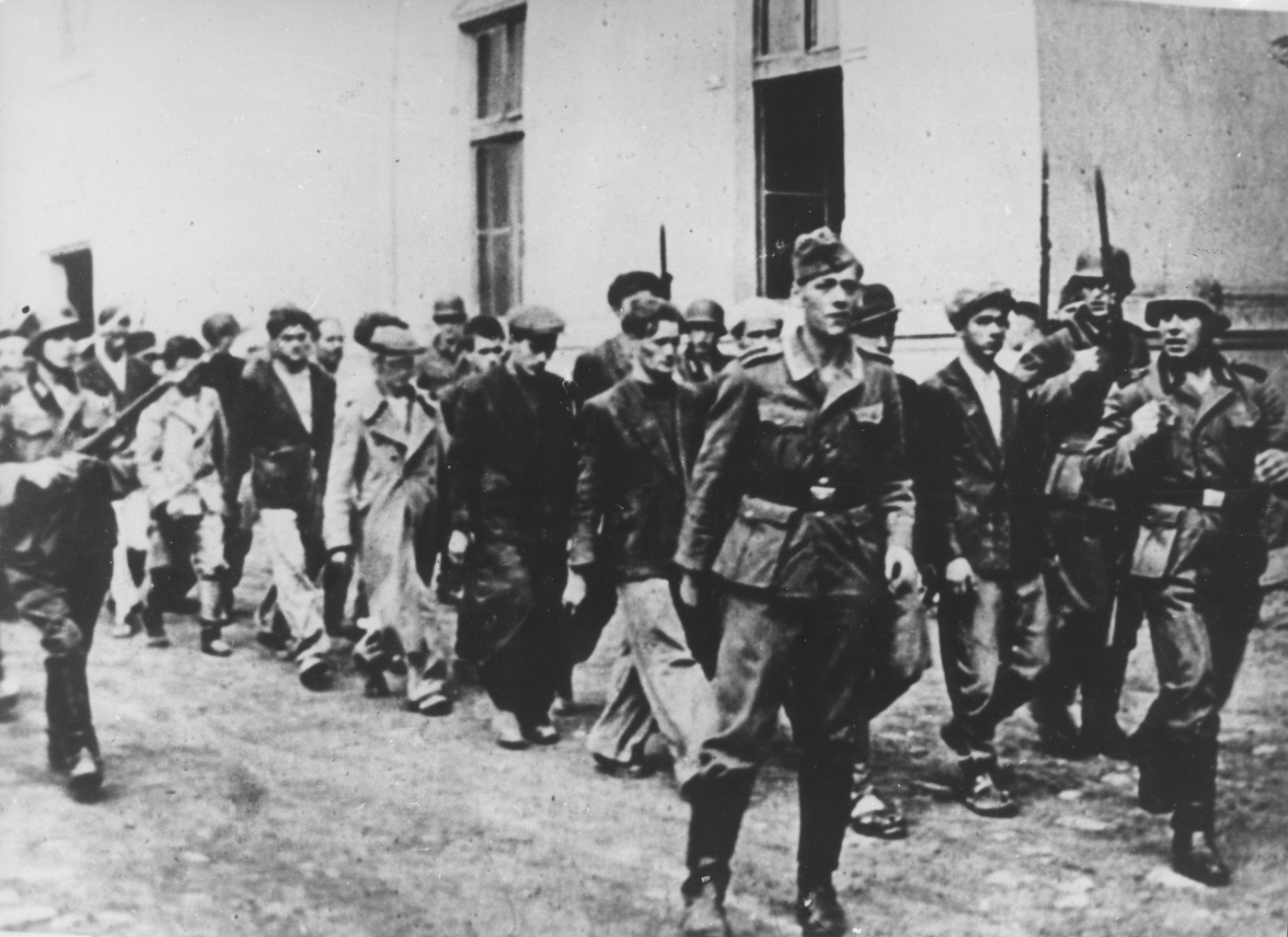
Немецкие солдаты сопровождают сербов на казнь

В подчинённой немецкому управлению Сербии к осени активизировалась деятельность партизан и четников против оккупационных войск. 10 октября уполномоченный генерального командования в Сербии Франц Бёме отдал приказ расстреливать за каждого убитого немецкого солдата по 100 мирных жителей, за каждого раненого — 50.
13 октября партизанам удалось окружить город Кралево и расположенную в нём 717-ю пехотную дивизию Вермахта. В ответ она взяла в заложники многочисленных жителей города. Продолжающиеся нападения сербских партизан немцы отбивали до 15 октября с трудом и большими потерями. После того, как к вечеру начались бои на улицах города, немецкие солдаты расстреляли 300 сербских мирных жителей. На следующий день немцы начали масштабную акцию возмездия за свои потери в бою за город. Для этого 717-я пехотная дивизия согнала всё мужское население города во двор вагонной фабрики и расстреляла его группами по сто человек. В докладе было отмечено, что за потери 15 октября были расстреляны 1736 мужчин и 19 женщин. Казни продолжились и в последующие дни. По югославским данным, в Кралево и окрестностях жертвами расстрелов стали от 7000 до 8000 человек.
Схожим образом Вермахт действовал в расположенном севернее Крагуеваце. Вблизи города при стычке с партизанами были убиты 10 немецких солдат и ранены 26. За это 749-й и 727-й пехотные полки под командованием майора Пауля Кёнига собрали первых попавшихся сербских мирных жителей в количестве 2323 человек и расстреляли недалеко от города. Вместе с ними предположительно был казнён и один немецкий солдат Йозеф Шульц, отказавшийся убивать гражданских лиц.
В целом между апрелем и декабрём 1941 года немцами было расстреляно от 20 до 30 тысяч сербских мирных жителей в качестве мер по борьбе с партизанами. До конца оккупации Югославии, к 1944 году Вермахт, по оценкам историков, убил около 80 тысяч заложников.

### Уничтожение сербов в Воеводине

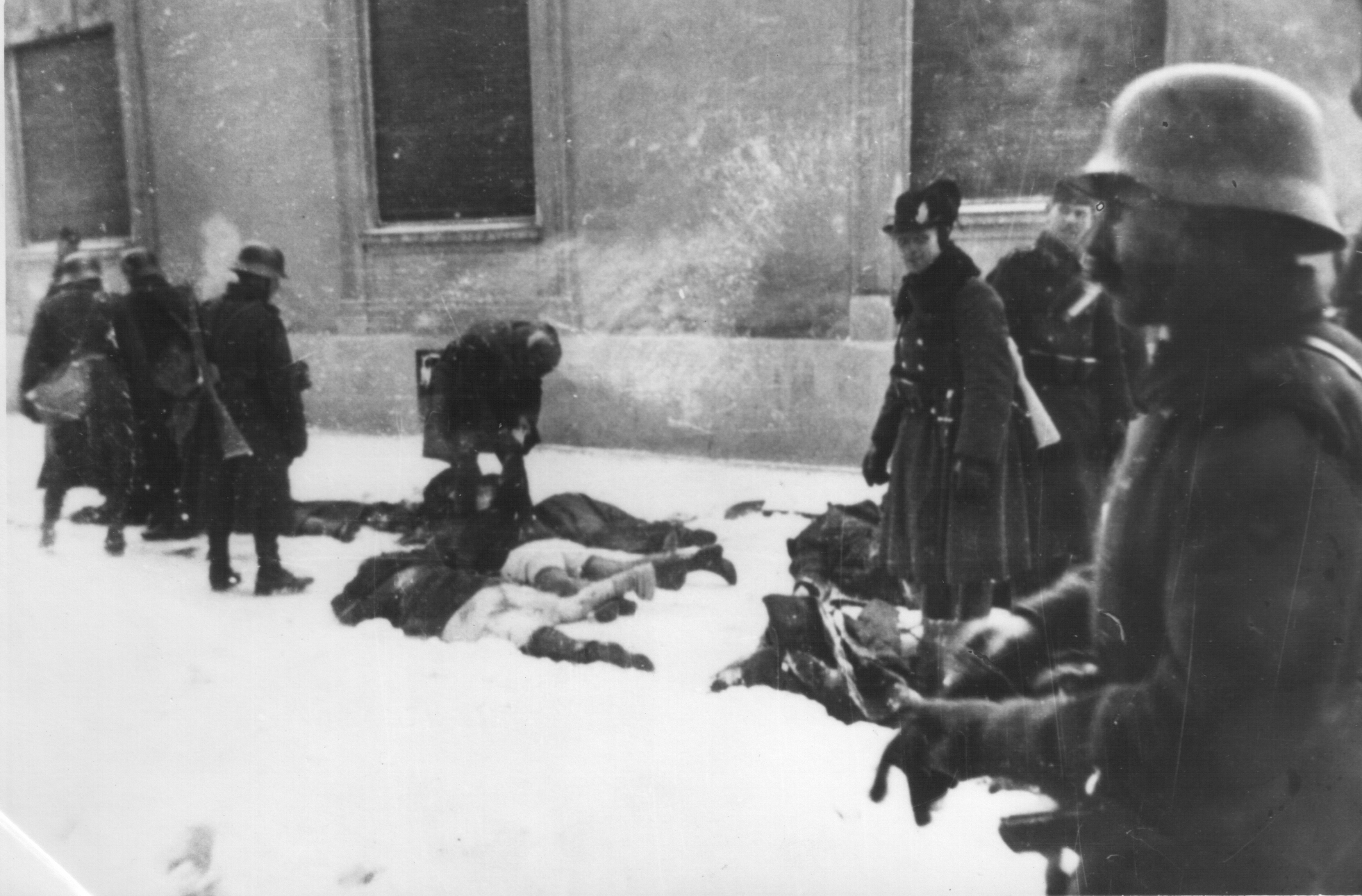
Жертвы казней в Нови-Саде

Венгрия считала югославские регионы Бачку и Баранью своими «южными краями». После присоединения страны к атаке оси на Югославию в апреле 1941 года регент Хорти опубликовал обращение, в котором заявлял о прекращении существования югославского королевства и о желании защитить живущих там венгров. Он также утверждал, что венгерское наступление не направлено против сербов, «с которыми у Венгрии нет споров и с которыми Венгрия стремится жить в мире».
Венгерское правительство ещё в марте 1941 года рассматривало вопрос национальной политики в Воеводине. В Будапеште сочли необходимым выселить оттуда всех сербов, поселившихся позднее 1914 года, и обеспечить венгерскому национальному элементу полное доминирование в этом регионе.
Первые инциденты в Воеводине произошли сразу после вторжения венгерских войск в Югославию. По данным югославской краевой комиссии по расследованию преступлений оккупантов, в первые четыре дня после нападения венгерскими солдатами было убито около 3500 мирных жителей. Населенный пункт Сириг близ Србобрана был полностью сожжен 13 апреля. Из 1000 его жителей 350 были расстреляны из пулемётов, а остальные отведены в концлагеря. При этом боев между венгерскими и югославскими подразделениями не было, так как последние отступили за Саву и Дунай.

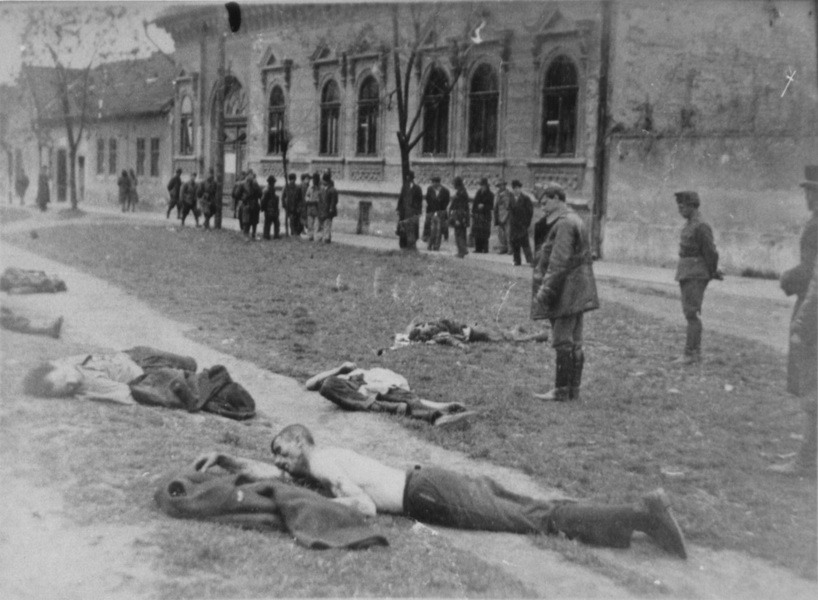
Жертвы казней в Суботице

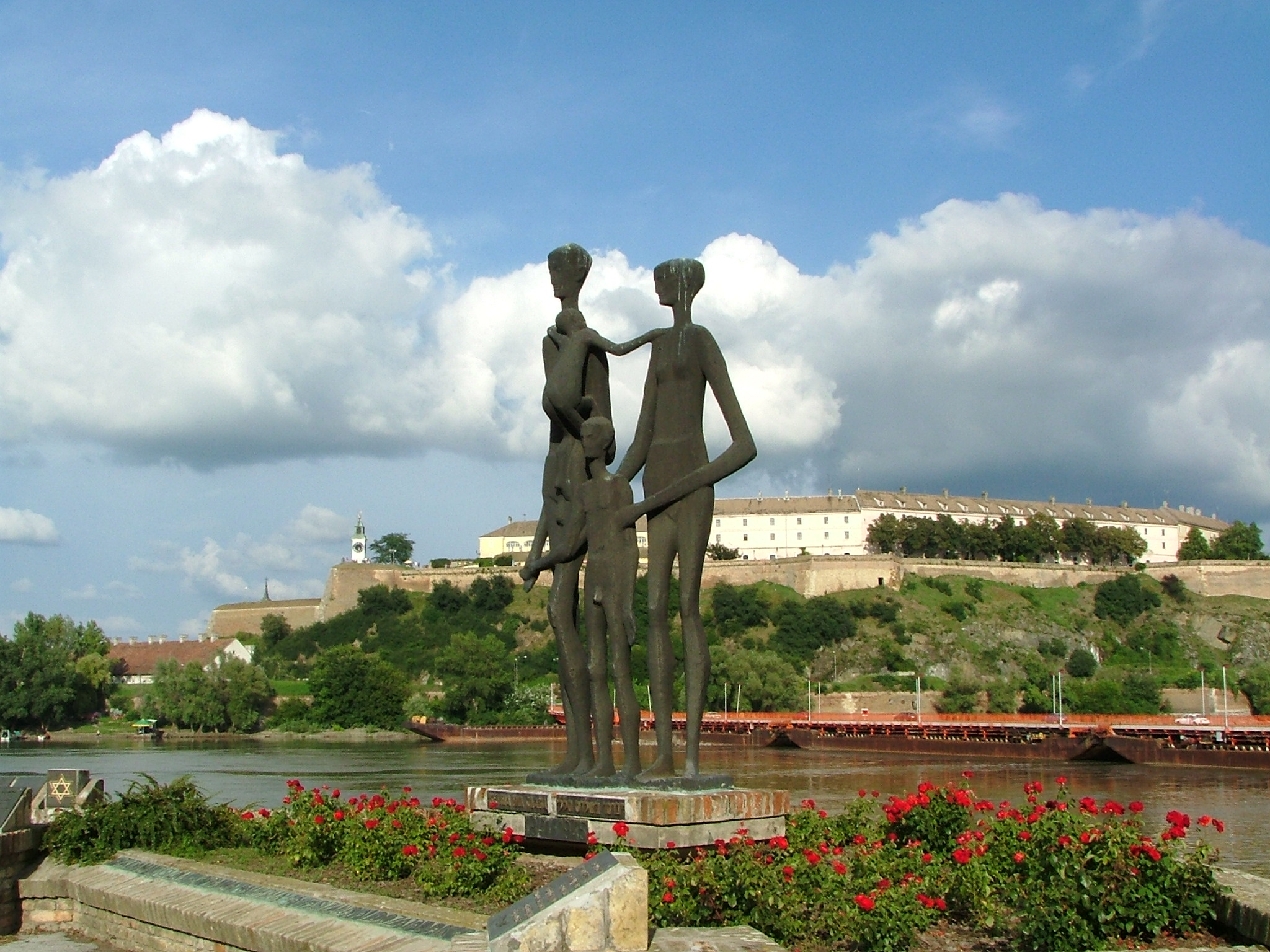
Памятник жертвам погрома, организованного венгерскими фашистами в городе Нови-Сад 21-23 января 1942 года

Генеральный штаб венгерской армии 11 апреля 1941 года опубликовал инструкцию армейским частям, в которой были описаны меры по отношению к невенгерскому населению оккупированных районов. Согласно ей, все сербы делились на две категории: на тех, кто жил в Бачке и Баранье до 31 октября 1918 года и на тех, кто поселился там позже этой даты. Среди первых предполагалось вычислять тех, кто не готов мириться с венгерской властью и пропагандирует «великосербские идеи». Они, как и все поселившееся в этих регионах после осени 1918 года подлежали депортации. Кроме того, планировалось изгнать и всех евреев. По венгерским данным, в первые два месяца оккупации из Бачки и Бараньи было изгнано около 15 000 человек. Часть из них погибла во время депортаций. Югославские историки считают эти цифры заниженными. Против депортаций выступили немецкие оккупационные власти, начавшие возвращать людей обратно на контролируемую венграми территорию. В свою очередь, венгерские власти начали создание концлагерей как на оккупированных территориях, так и собственно в Венгрии. В них отправлялись возвращенные немецкой администрацией люди, сербы, поселившиеся в крае после 1918 года, а также евреи. После передачи власти в Бачке и Баранье гражданским органам 15 августа 1941 года на местах были сформированы комиссии из местных венгров, которые составляли списки сербов, подлежащих отправке в концлагеря. Дома и имущество изгнанных сербов передавались венграм.
Кроме депортаций по Бачке и Баранье прокатилась волна погромов и массовых расстрелов. После непосредственно оккупации этих регионов расстрелы сербов осуществлялись военными судами. Но зимой 1941—1942 годов венгерская армия предприняла крупные операции по блокаде ряда населенных пунктов, жившие в которых сербы подвергались массовым казням. Свои действия венгры оправдывали информацией о якобы готовящемся сербском восстании. Во время рейдов армии и жандармерии в Нови-Саде, Чуруге, Тителе, Мошорине и других поселениях были убиты несколько тысяч человек. Часть трупов была брошена в Дунай. Они доплывали до Земуна, где их собирали немецкие части.

### Уничтожение сербов в Косове и Метохии

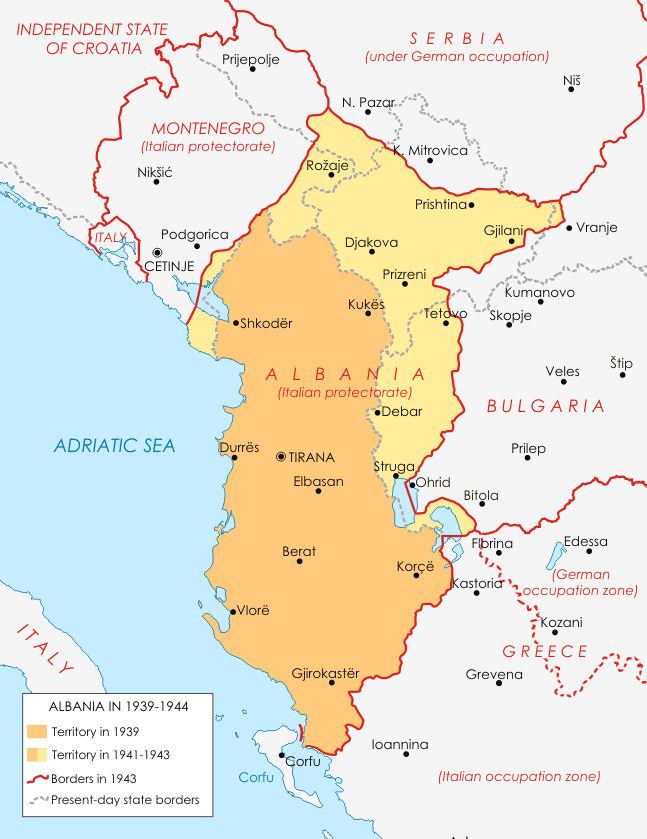
Албанское королевство с присоединенными к нему территориями Югославии (итальянский протекторат)

Часть Македонии, Черногории, Косово и Метохия были оккупированы итальянскими войсками. 29 июня специальным постановлением Муссолини передал эти земли под управление албанского правительства в Тиране. Все чиновники из числа сербов были уволены, часть их была убита. На их должности были поставлены местные албанцы, либо чиновники, приехавшие из Албании. 12 сентября 1942 года албанское правительство объявило о присоединении этих территорий к Албании.
Вопросами управления оккупированными районами Югославии в Тиране занималось специально созданное Министерство по делам новых провинций и освобожденных краев. Его возглавлял Влора-бей, крупный албанский землевладелец, ранее бывший османским дипломатом. Согласно планам, озвученным в Приштине в июне 1942 года главой правительства Мустафой Круем, на аннексированных территориях предполагалось убить недавно переселившихся туда сербов, а тех, кто жил там длительное время — изгнать.

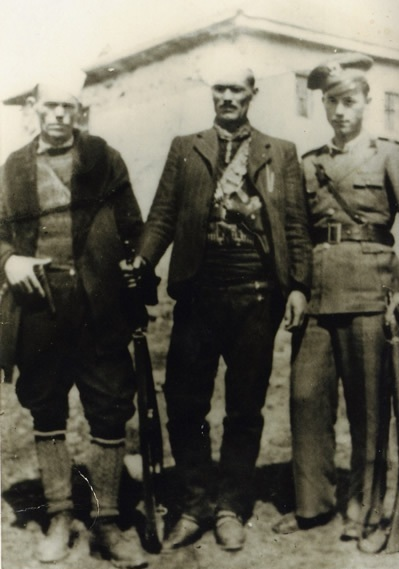
Члены отрядов «вулнетари»

Первые погромы сербов в регионах Косова и Метохии произошли ещё во время вторжения стран оси в Югославию. Пользуясь отступлением югославской армии, вооружённые албанцы нападали на небольшие группы солдат, полицейских и гражданских лиц. После оккупации этих районов итальянцами, албанцы начали более масштабные атаки на населенные сербами города и села. Согласно докладам итальянских офицеров, ещё во время продвижения своих частей вглубь страны они видели трупы убитых албанцами сербов. Уже в апреле 1941 года в сербские дома, чьи хозяева были изгнаны или убиты, заселялись их соседи-албанцы или албанцы с территории собственно Албании. Во время апрельской войны албанцами были убиты 14 православных священников и одна монахиня, осквернены несколько церквей.
Первые крупные погромы сербов после оккупации итальянцами произошли в районе Джяковицы. Во время рейдов вооружённых албанцев по сербским селам в апреле—мае 1941 года было убито от 155 до 200 сербов и черногорцев. Женщины и дети, которым удалось выжить в этих событиях, пешком двинулись в сторону черногорской границы и были расстреляны в албанском селе Црнобрег. В этот же период был сожжен ряд сел в Метохии. В июне того же года атаки на сербов приняли более организованный характер, так как в оккупированные районы прибыли вооружённые добровольческие отряды из Албании — «вулнетари». Летом—осенью 1941 года ими были совершены массовые преступления против неалбанцев. Итальянской армии удалось эвакуировать часть живущих в этих районах сербов и черногорцев в немецкую зону оккупации страны или на территорию Черногории. Погромы в Косове начались несколько позднее, нежели в Черногории. Здесь главной базой албанских отрядов была Приштина. В своих рейдах они неоднократно заходили в немецкую зону оккупации, где также убивали или изгоняли неалбанское население.
Часть сербов и черногорцев были отправлены в лагеря в Кавайе, Клосе, Фиори, Буреле и другие. Условия в них были тяжёлыми, от голода и плохой гигиены каждый день умирали десятки людей. Албанским антифашистам удалось освободить узников лагеря в Буреле. Правительство в Тиране не вело статистику по этим лагерям и точно неизвестно, сколько в них было узников и сколько их в них погибло.

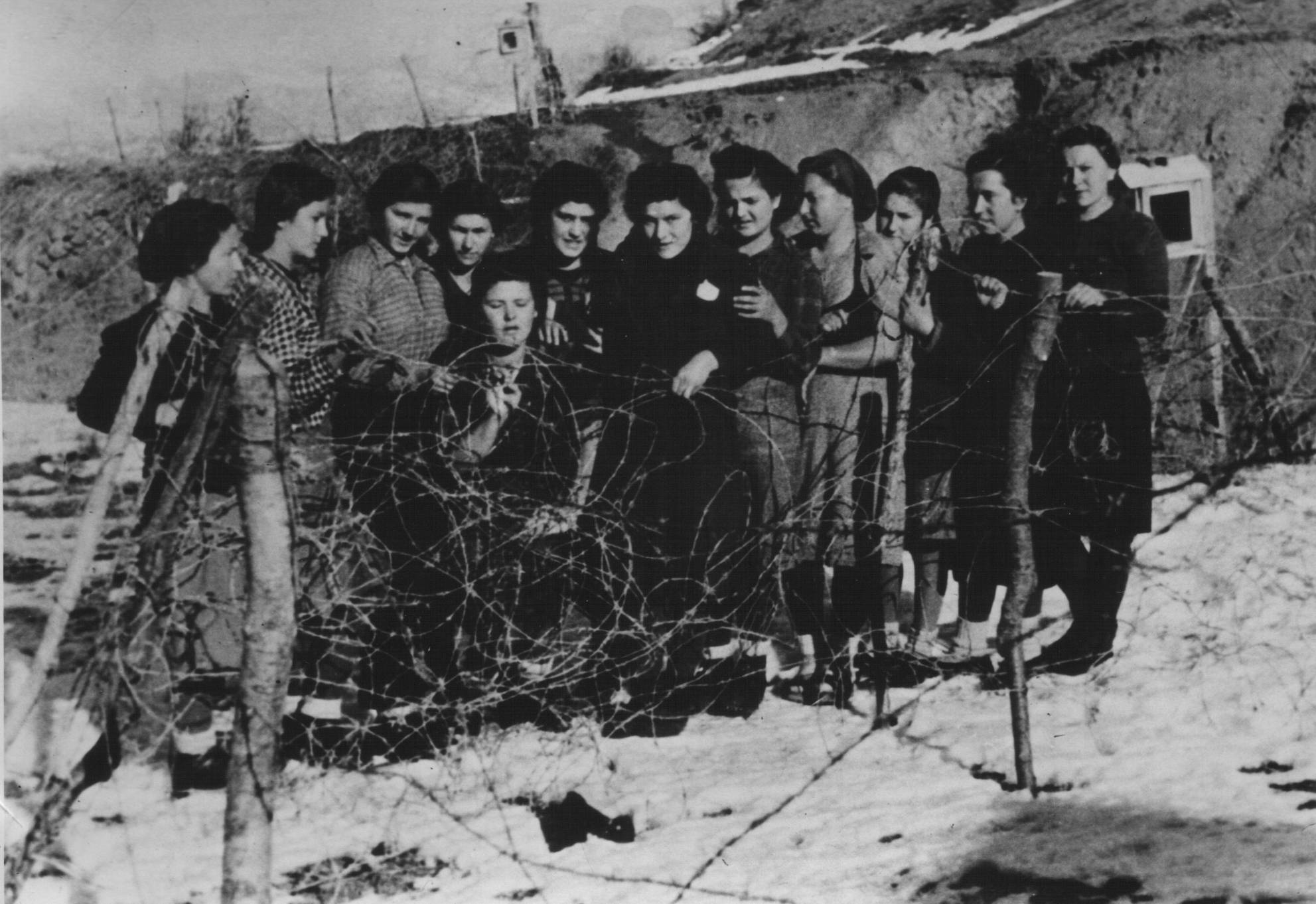
Жители Печи в лагере Пука

Важным фактором защиты неалбанского населения были подразделения итальянской армии и полиции. В ряде случаев они защищали сербов и черногорцев, предотвращая албанские атаки, или вмешивались уже после начала погромов, также спасая массу жизней. В мемуарах итальянских офицеров рассказывается о погроме сербов в Печи, который был остановлен вмешательством армейских подразделений. После этого, согласно мемуарам, с территории Черногории в окрестности Печи прибыли отряды четников, убившие до тысячи местных албанцев. Позднее югославская литература отрицала рейд четников.
После капитуляции Италии территории, ранее занятые итальянцами, перешли под немецкий контроль. Командование немецких частей распустило все албанские формирования, созданные итальянцами. Опираясь на албанскую националистическую организацию «Бали комбетар» и её вооружённые отряды численностью до 45 000 человек, известные как «баллисты», немцы начали создание новых вооружённых структур из числа албанцев. Были организованы полицейский полк, несколько батальонов жандармов, 20 батальонов «баллистов» и укомплектованная добровольцами 21-я горная дивизия СС «Скандербег». Эти формирования не приняли масштабного участия в боях, однако занимались террором по отношению к сербам, черногорцам и евреям. 28 августа 1944 года члены дивизии «Скандербег» убили 428 женщин, детей и стариков в селе Велика близ Чакора. Среди убитых в 1944 году в Косове было и несколько албанцев, пытавшихся защитить соседей-сербов. Погромы неалбанского населения продолжались вплоть до освобождения этих районов Югославии партизанами НОАЮ осенью 1944 года.
За все время оккупации из югославских районов под контролем Албании продолжался исход неалбанского населения. По приблизительным данным, эти территории покинуло около 100 000 сербов и черногорцев. На их место прибывали албанцы с территории Албании, большинство из которых были бедняками. Оценкой численности албанских переселенцев частично занимались итальянские военные. На основе их докладов югославский академик Смиля Аврамов называет цифры от 150 000 до 200 000 албанцев, переселившихся в Косово, Метохию и Македонию.

## Вопрос чистоты крови
Усташская идеология использовала для обозначения «чистокровного хорвата» теорию об ирано-готском происхождении хорватов. Попытка доказать арийство хорватов шла рука об руку с отрицанием славянских элементов в хорватской крови. Типаж идеального арийского хорвата попытался сформулировать хорватский историк Иво Пилар, который писал о том, что хорваты, в отличие от сербов, сумели сохранить нордическое и арийское наследие своих славянских предков, поскольку не скрещивались с темнокожими цыганскими племенами.
На самом деле и сербы, и хорваты имеют общее южнославянское происхождение. На основе генетических исследований генофонд самой Европы был признан однородным с научной точки зрения, то есть народы Европы довольно родственны

## Число жертв

### В Независимом государстве Хорватия
Именно сербы составили подавляющее большинство жертв усташского режима. В Глине, Двор-на-Уне, Доньем Лапце сербы составили 98 % пострадавших; в Войниче, Коренице, Вргинмосте — 96 %; в Новской и Новой Градишке — 82 %; в Славонской Пожеге — 80 %.
По данным Американского музея Холокоста, число жертв усташей в Боснии и Герцеговине и Хорватии составляет 330—390 тыс. сербов.
В книге Бранимира Станоевича «Усташский министр смерти» говорится, что в Хорватии в 1941—1945 годах погибло 800 тысяч человек. Такую же цифру назвал известный сербский исследователь в эмиграции Мане М. Пешут в своей книге «Крајина у рату 1941—1945». По данным специальной комиссии Синода Сербской православной церкви, в 1941 и первой половине 1942 года усташами были убиты 800 000 сербов, 300 000 были изгнаны в Сербию, 240 000 — обращены в католичество.
Примерную картину масштабов усташского террора можно получить, если сравнить данные о численности населений до и после войны. В 1940 году в Горнокарловачской епархии Сербской Православной Церкви насчитывалось 1 114 826 сербов. А по переписи населения 1948 года на этой же территории проживали только 543 795 человек. Помимо этого необходимо помнить, что в зоне геноцида оказались не только земли бывшей Военной Краины, но и Босния и Герцеговина и запад Воеводины.
Немецкий посланник в НГХ Герман Нойбахер писал:
Когда главные усташи утверждают, что убили один миллион православных сербов (в том числе новорождённых, детей, женщин и стариков), это на мой взгляд, чепуха. На основе документов, которые я получил, даю оценку в 750 000 убитых незащищённых людей .

## Вопрос усташей в годы распада Югославии
Вопрос деятельности усташей вновь привлек к себе внимание в годы распада Югославии. В 1991 году президент Хорватии Франьо Туджман позволил вернуться в Хорватию находившимся в эмиграции усташам. Также он первым среди хорватских политиков начал рассуждать о роли НГХ как хорватского национального государства. В одном из своих выступлений Туджман заявил, что Хорватия времён Второй мировой войны была не только нацистским образованием, но и выражала тысячелетние стремления хорватского народа.

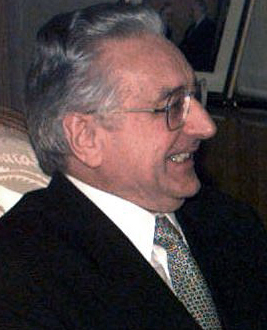
Франьо Туджман

Историк Института славяноведения РАН Владимир Фрейдзон так оценивал политику Туджмана и реакцию на неё:
О политике геноцида в Хорватии в 90-х годах не могло быть речи. Туджман — националист, но не фашист, и ориентировался он на либеральные Германию и США, зависел от них во многих отношениях. Милошевич спекулировал на естественной тревоге простых людей, на мрачных воспоминаниях сербского населения Хорватии и Боснии.
Фрейдзон также писал, что в Хорватии в начале 1990-х годов «началась кампания реабилитации НДХ, эту кампанию поддерживала и ХДС. В Хорватию из-за границы хлынул поток идейных потомков усташей».
Некоторые исследователи отмечали, что политика хорватских властей в период распада СФРЮ у живущих в Хорватии сербов ассоциировалась с политикой усташей в 1941—1945 годах Американский исследователь Крейг Нейшн в своей монографии «Война на Балканах 1991—2002» отмечал, что национализм хорватского правительства спровоцировал сербов на ответную реакцию, и они приступили к объединению муниципалитетов. Их в этом поддержали сербские республиканские власти. Хотя сербы в Краине использовали тот же диалект сербскохорватского языка, что и хорваты, а их образ жизни ничем не отличался от хорватского, они были православными христианами и хорошо помнили ту резню, которую над ними устроили усташи в годы Второй мировой войны. Известный хорватский военный историк Давор Марьян хотя и подтвердил тезис, что приход ХДС к власти вызвал у значительной части сербов опасения возрождения идей усташей, тем не менее отмечал, что несмотря на острую политическую риторику ХДС у краинских сербов не было причин браться за оружие. По его словам, часть сербов в Хорватии противилась хорватскому государству как таковому. Схожую точку зрения озвучил хорватский историк Никица Барич.
С момента провозглашения независимости Хорватии в начале 1990-х годов некоторые националистические политические группы пытались продолжить традиции усташей. Историк Института славяноведения РАН и сенатор Республики Сербской Елена Гуськова так описывала ситуацию в Хорватии в 1990—1991 годах:
В республике фактически были реабилитированы усташские традиции: символика новой Хорватии повторяла символику фашистской НГХ, было сформировано общество «Хорватские домобраны» (так называлось регулярное войско в период НГХ), реабилитированы некоторые военные преступники времен Второй мировой войны, осквернялись памятники жертвам фашизма, могилы партизан. Появились кафе и рестораны с названием «У», что означало «усташа», во многих казармах и общественных местах были вывешены портреты А. Павелича

Нашивка Хорватских оборонительных сил с усташским девизом

В частности, в десяти населенных пунктах ряд улиц были переименованы в честь одного из лидеров усташей Миле Будака. Иво Ройница, глава усташей Дубровника в 1941—1945 годах, обвинявшийся в изгнании сербов, евреев и цыган и после Второй мировой войны живший в Аргентине, был назначен Туджманом на пост своего уполномоченного представителя в Буэнос-Айресе. Произошло массовое уничтожение памятников антифашистам, в частности, были уничтожены «Памятник победы народов Славонии», памятник «Беловарец», памятник жертвам концлагеря Ядовно и другое. Всего в период с 1991 по 2000 год зафиксировано 2964 разрушенных до основания или оскверненных мемориала. После прихода Туджмана к власти начались выплаты пенсий бывшим усташам и ветеранам вооружённых формирований НГХ.
Среди хорватских партий открыто симпатии движению усташей выказывала Хорватская партия права во главе с Доброславом Парагой. Политический секретарь ХПП Иван Габелица подчеркивал:
Из преследований, крови и слез хорватов поднялся Анте Павелич. Так и сегодня против сербов надо употребить средства, которые Павелич проповедовал и с помощью которых привел к созданию НГХ
Глава Венского центра по расследованию нацистских преступлений Симон Визенталь в интервью миланской газете Corriere della Sera в 1993 году отмечал, что в Хорватии возрождается фашизм. По его словам, первыми беженцами югославского кризиса были 40 000 сербов из Хорватии. Также в ней произошли первые инциденты с поджогом православной церкви и синагоги, осквернением еврейского кладбища.
По мнению украинского историка Владимира Корнилова, отношение к усташам в хорватских правящих кругах изменилось в 2003 году, когда премьер-министром стал Иво Санадер. Некоторым улицам и площадям, переименованным в честь усташей, вернули прежние названия. Кроме того, правительство Санадера запретило публичное восхваление усташей. В мае 2003 года президент Стипе Месич заявил: «Любая реабилитация идей усташей и фашизма не может и не должна быть возможна! Нельзя реабилитировать тех, кто убивал невинных людей».